# 보외법

보외법 문제의 그림.

보외법(補外法) 또는 외삽(外揷, extrapolation)은 수학에서 원래의 관찰 범위를 넘어서서 다른 변수와의 관계에 기초하여 변수의 값을 추정하는 과정이다. 관찰된 값들 사이의 추정치를 만들어내는 보간법과 비슷하지만 보외법은 더 큰 불확실성과 무의미한 결과 생성에 대한 더 높은 위험에 종속된다.
보외법의 반대 용어는 보간법이다.

## 같이 보기
- 보간법

## 참고 문헌
- Extrapolation Methods. Theory and Practice by C. Brezinski and M. Redivo Zaglia, North-Holland, 1991.